# Артачо дель Солар, Мариафе
Мариафе Артачо дель Солар (англ. Mariafe Artacho del Solar; род. 24 октября 1993, Лима)    — австралийская пляжная волейболистка перуанского происхождения. Она представляла Австралию на   летних Олимпийских играх 2016 года в Рио-де-Жанейро,  в Токио в 2021 году (серебряная медаль) и Париже в 2024 году.
Артачо дель Солар играет на позиции правого крайнего защитника.  Согласно мировому рейтингу FIVB среди женщин, она и её партнёрша  Талика Клэнси занимают 5-е место по состоянию на 21 января 2020 года.